# Władysław Aleksander Łubieński
Władysław Aleksander Łubieński (1703–1767) était archevêque de Lwów (1758–1759) et archevêque de Gniezno et primat de Pologne (1759–1767). Allié de la famille Czartoryski, membre de la Familia, il est interrex de Pologne (1763-1764), avant l'élection de Stanisław August Poniatowski.